# Creyssensac-et-Pissot
Creyssensac-et-Pissot est une commune française située dans le département de la Dordogne en région Nouvelle-Aquitaine.

## Géographie

### Localisation
Incluse dans l'aire d'attraction de Périgueux, la commune de Creyssensac-et-Pissot se situe dans la partie sud-ouest du Périgord central. Elle est arrosée par le Serre, un affluent du Vern.
Le territoire communal est desservi par la route nationale 21 et, très brièvement au sud-ouest, par la route départementale (RD) 43.
Le village de Creyssensac, à l'écart des routes principales, se situe, en distances orthodromiques, huit kilomètres au nord-ouest de Vergt et douze kilomètres au sud-sud-ouest de Périgueux. Le hameau de Pissot, au sud-est de Creyssensac, en est distant de plus de deux kilomètres.
Entre Chalagnac et Saint-Paul-de-Serre, le sentier de grande randonnée GR 654 traverse le territoire communal du nord au sud-ouest sur plus de trois kilomètres et demi.

### Communes limitrophes
Creyssensac-et-Pissot est limitrophe de quatre autres communes.
|                     | Chalagnac             |       |
| Saint-Paul-de-Serre | Creyssensac-et-Pissot |       |
| Grun-Bordas         |                       | Vergt |

### Géologie et relief

#### Géologie
Situé sur la plaque nord du Bassin aquitain et bordé à son extrémité nord-est par une frange du Massif central, le département de la Dordogne présente une grande diversité géologique. Les terrains sont disposés en profondeur en strates régulières, témoins d'une sédimentation sur cette ancienne plate-forme marine. Le département peut ainsi être découpé sur le plan géologique en quatre gradins différenciés selon leur âge géologique. Creyssensac-et-Pissot est située dans le troisième gradin à partir du nord-est, un plateau formé de calcaires hétérogènes du Crétacé.
Les couches affleurantes sur le territoire communal sont constituées de formations superficielles du Quaternaire et de roches sédimentaires datant pour certaines du Cénozoïque, et pour d'autres du Mésozoïque. La formation la plus ancienne, notée c5a(2), date du Campanien 1, des calcaires packstone à wackstone crayo-marneux gris blanchâtres à subalvéolines à silex gris ou noirs. La formation la plus récente, notée CFp, fait partie des formations superficielles de types colluvions indifférenciées de versant, de vallon et plateaux issues d'alluvions, molasses, altérites. Le descriptif de ces couches est détaillé dans  la feuille « no 782 - Mussidan » de la carte géologique au 1/50 000 de la France métropolitaine, et sa notice associée.

Carte géologique de Creyssensac-et-Pissot.

#### Relief et paysages

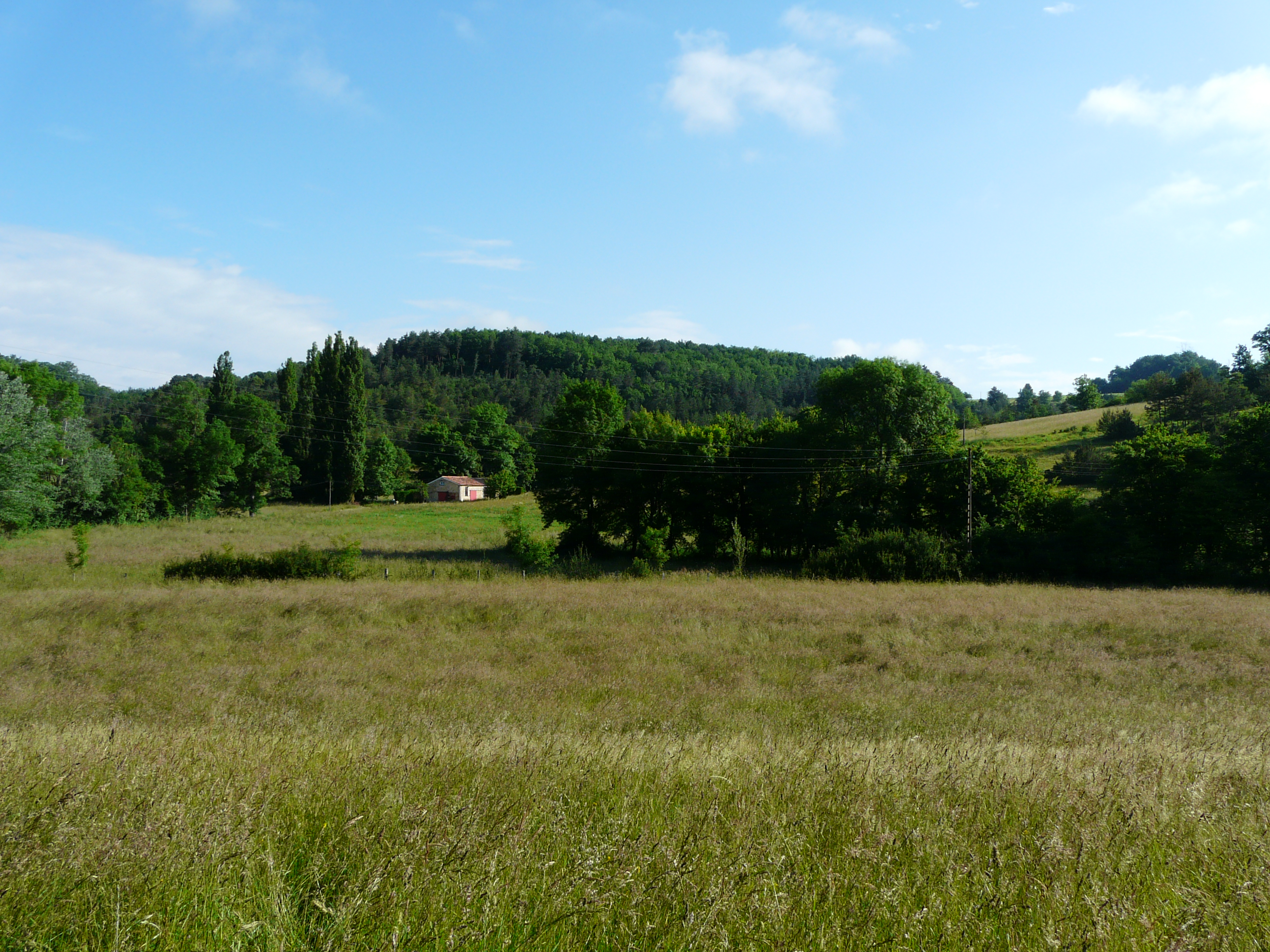
La vallée du Serre au nord de la commune.

Le département de la Dordogne se présente comme un vaste plateau incliné du nord-est (491 m, à la forêt de Vieillecour dans le Nontronnais, à Saint-Pierre-de-Frugie) au sud-ouest (2 m à Lamothe-Montravel). L'altitude du territoire communal varie quant à elle entre 108 mètres au sud-ouest, entre les lieux-dits le Champillou et le Pont de Bordas, sur la RD 43, en limite des communes de Grun-Bordas et de Saint-Paul-de-Serre, et 236 mètres à l'est, près du lieu-dit les Quatre Routes, en limite de la commune de Chalagnac.
Dans le cadre de la Convention européenne du paysage entrée en vigueur en France le 1er juillet 2006, renforcée par la loi du 8 août 2016 pour la reconquête de la biodiversité, de la nature et des paysages, un atlas des paysages de la Dordogne a été élaboré sous maîtrise d’ouvrage de l’État et publié en octobre 2020. Les paysages du département s'organisent en huit unités paysagères,. La commune fait partie du Périgord central, un paysage vallonné, aux horizons limités par de nombreux bois, plus ou moins denses, parsemés de prairies et de petits champs.
La superficie cadastrale de la commune publiée par l'Insee, qui sert de référence dans toutes les statistiques, est de 8,62 km2,,. La superficie géographique, issue de la BD Topo, composante du Référentiel à grande échelle produit par l'IGN, est quant à elle de 8,83 km2.

### Hydrographie

#### Réseau hydrographique

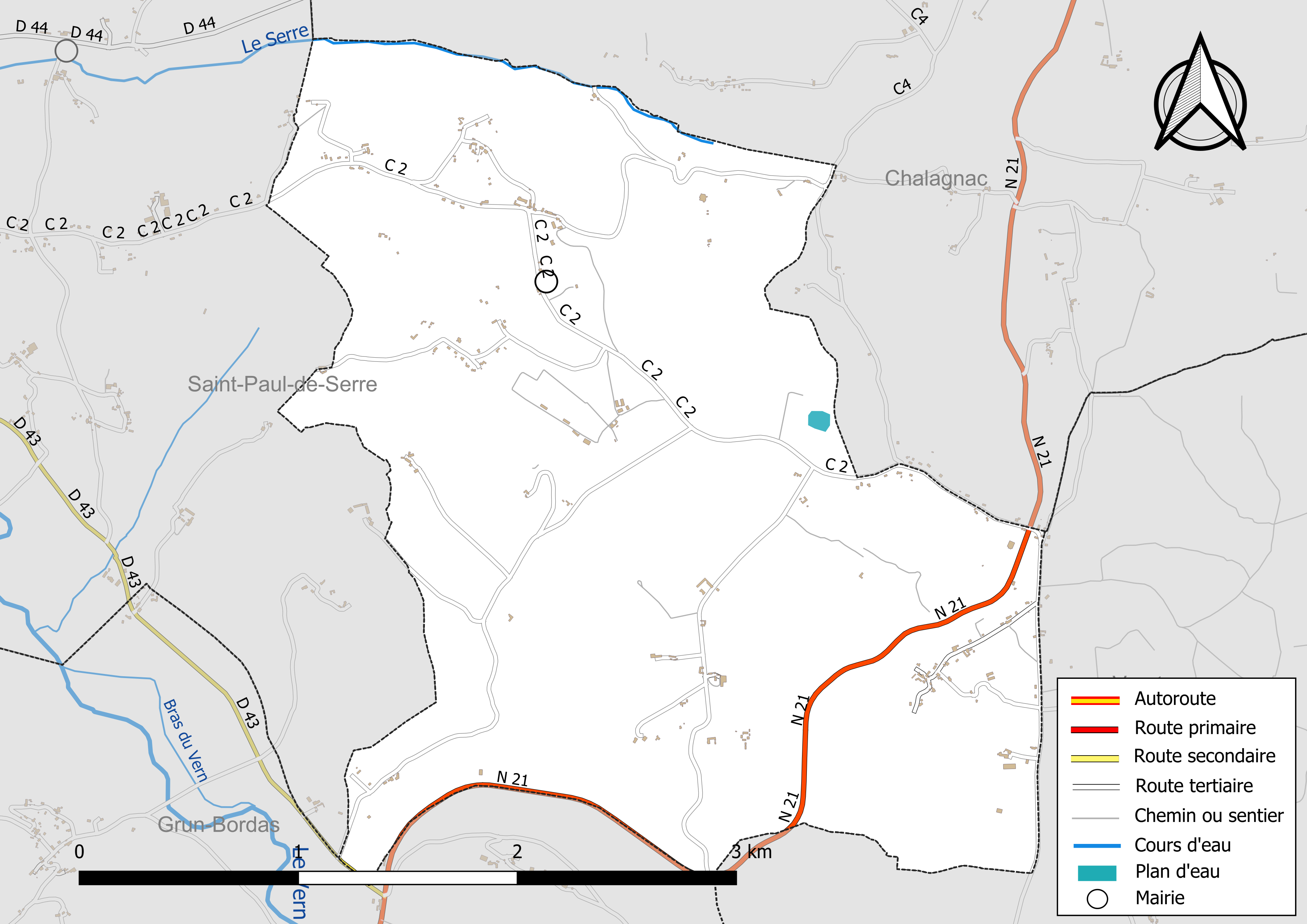
Réseaux hydrographique et routier de Creyssensac-et-Pissot.

La commune est située dans le bassin de la Dordogne au sein du Bassin Adour-Garonne. Elle est drainée par le Serre et un petit cours d'eau, qui constituent un réseau hydrographique de 2,5 km de longueur totale,.
Le Serre, affluent de rive droite du Vern, borde la commune au nord sur deux klilomètres, face à Chalagnac.

#### Gestion et qualité des eaux
Le territoire communal est couvert par le schéma d'aménagement et de gestion des eaux (SAGE) « Isle - Dronne ». Ce document de planification, dont le territoire regroupe les bassins versants de l'Isle et de la Dronne, d'une superficie de 7 500 km2, a été approuvé le 2 août 2021. La structure porteuse de l'élaboration et de la mise en œuvre est l'établissement public territorial de bassin de la Dordogne (EPIDOR). Il définit sur son territoire les objectifs généraux d’utilisation, de mise en valeur et de protection quantitative et qualitative des ressources en eau superficielle et souterraine, en respect des objectifs de qualité définis dans le troisième SDAGE  du Bassin Adour-Garonne qui couvre la période 2022-2027, approuvé le 10 mars 2022.
La qualité des eaux de baignade et des cours d’eau peut être consultée sur un site dédié géré par les agences de l’eau et l’Agence française pour la biodiversité.

### Climat
Pour des articles plus généraux, voir Climat de la Nouvelle-Aquitaine et Climat de la Dordogne.
En 2010, le climat de la commune est de type climat océanique altéré, selon une étude s'appuyant sur une série de données couvrant la période 1971-2000. En 2020, Météo-France publie une typologie des climats de la France métropolitaine dans laquelle la commune est toujours exposée à un climat océanique altéré et est dans la région climatique  Aquitaine, Gascogne, caractérisée par une pluviométrie abondante au printemps, modérée en automne, un faible ensoleillement au printemps, un été chaud (19,5 °C), des vents faibles, des brouillards fréquents en automne et en hiver et des orages fréquents en été (15 à 20 jours).
Pour la période 1971-2000, la température annuelle moyenne est de 12,2 °C, avec  une amplitude thermique annuelle de 15 °C. Le cumul annuel moyen de précipitations est de 946 mm, avec 12,4 jours de précipitations en janvier et 7,1 jours en juillet. Pour la période 1991-2020, la température moyenne annuelle observée sur la station météorologique la plus proche, située sur la commune de Coulounieix-Chamiers à 12 km à vol d'oiseau, est de 13,1 °C et le cumul annuel moyen de précipitations est de 912,2 mm,. Pour l'avenir, les paramètres climatiques de la commune estimés pour 2050 selon différents scénarios d’émission de gaz à effet de serre sont consultables sur un site dédié publié par Météo-France en novembre 2022.

### Milieux naturels et biodiversité

#### Espaces protégés
La protection réglementaire est le mode d’intervention le plus fort pour préserver des espaces naturels remarquables et leur biodiversité associée,.
La commune fait partie du bassin de la Dordogne, un territoire d'une superficie de 24 000 km2 reconnu réserve de biosphère par l'UNESCO en juillet 2012 et se situe dans sa « zone de transition ».

#### Réseau Natura 2000
Le réseau Natura 2000 est un réseau écologique européen de sites naturels d'intérêt écologique élaboré à partir des directives habitats et oiseaux, constitué de zones spéciales de conservation (ZSC) et de zones de protection spéciale (ZPS).
Aucun site Natura 2000 n'a été défini sur la commune.

#### Zones naturelles d'intérêt écologique, faunistique et floristique

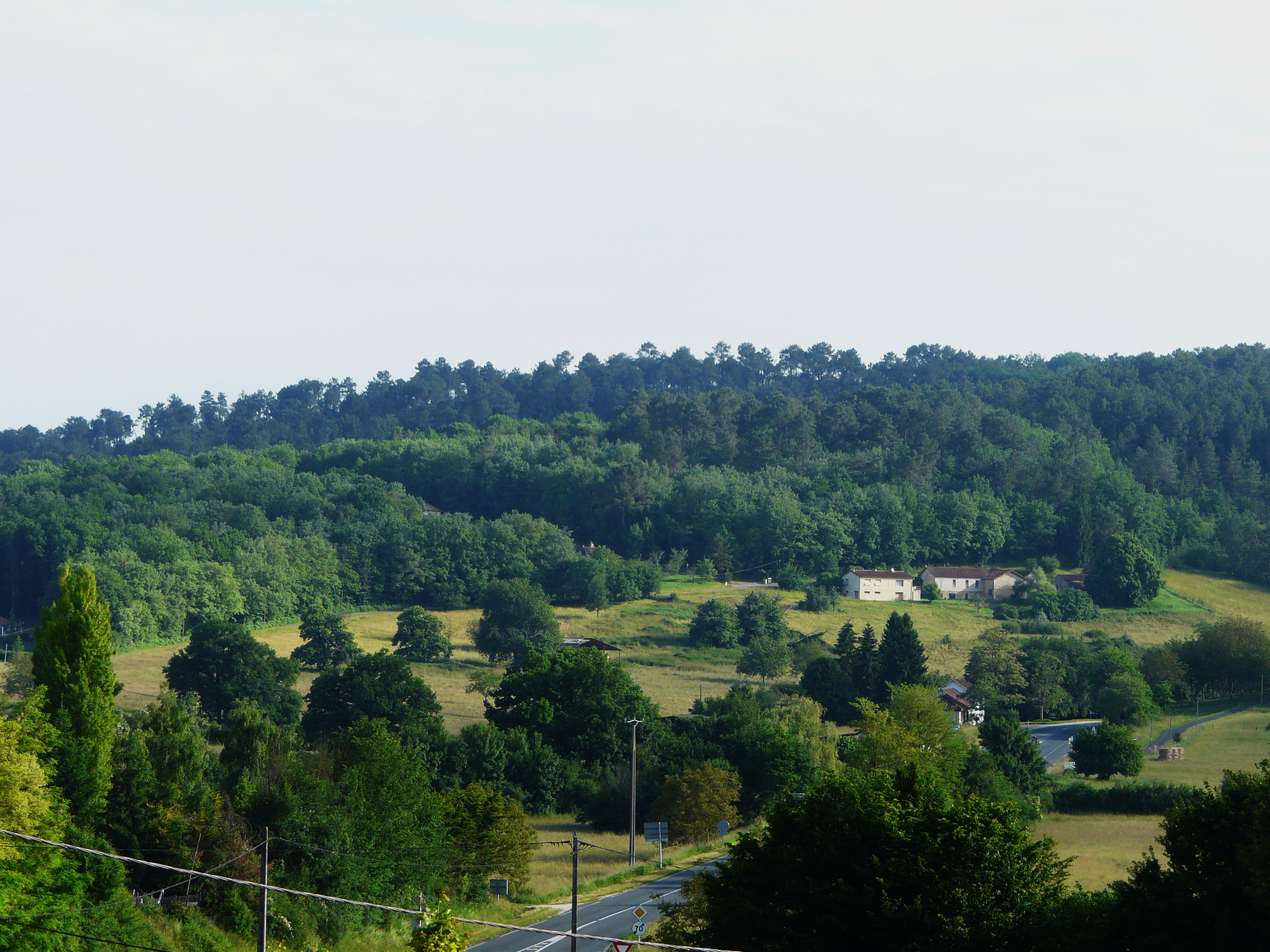
Coteau en rive droite du Vern, au lieu-dit le Champillou.

L'inventaire des zones naturelles d'intérêt écologique, faunistique et floristique (ZNIEFF) a pour objectif de réaliser une couverture des zones les plus intéressantes sur le plan écologique, essentiellement dans la perspective d’améliorer la connaissance du patrimoine naturel national et de fournir aux différents décideurs un outil d’aide à la prise en compte de l’environnement dans l’aménagement du territoire.
En 2022, une ZNIEFF est recensée sur la commune d’après l'INPN.
Cette ZNIEFF de type 1 concerne certains coteaux du Vern,, notamment deux petites zones totalisant une douzaine d'hectares, à l'ouest de la commune, près du lieu-dit la Juvénie, et au sud-ouest, près du lieu-dit le Champillou. Celles-ci représentent 2 % de la superficie totale de cette ZNIEFF où une espèce déterminante de plantes et quatre espèces d'oiseaux protégées au titre de la Directive oiseaux de l'Union européenne ont été répertoriées.

## Urbanisme

### Typologie
Au 1er janvier 2024, Creyssensac-et-Pissot est catégorisée commune rurale à habitat très dispersé, selon la nouvelle grille communale de densité à 7 niveaux définie par l'Insee en 2022.
Elle est située hors unité urbaine. Par ailleurs la commune fait partie de l'aire d'attraction de Périgueux, dont elle est une commune de la couronne,. Cette aire, qui regroupe 49 communes, est catégorisée dans les aires de 50 000 à moins de 200 000 habitants,.

### Occupation des sols
L'occupation des sols de la commune, telle qu'elle ressort de la base de données européenne d’occupation biophysique des sols Corine Land Cover (CLC), est marquée par l'importance des forêts et milieux semi-naturels (59,9 % en 2018), en augmentation par rapport à 1990 (57,2 %). La répartition détaillée en 2018 est la suivante : 
forêts (59,9 %), prairies (21,8 %), zones agricoles hétérogènes (15,9 %), terres arables (2,4 %). L'évolution de l’occupation des sols de la commune et de ses infrastructures peut être observée sur les différentes représentations cartographiques du territoire : la carte de Cassini (XVIIIe siècle), la carte d'état-major (1820-1866) et les cartes ou photos aériennes de l'IGN pour la période actuelle (1950 à aujourd'hui).

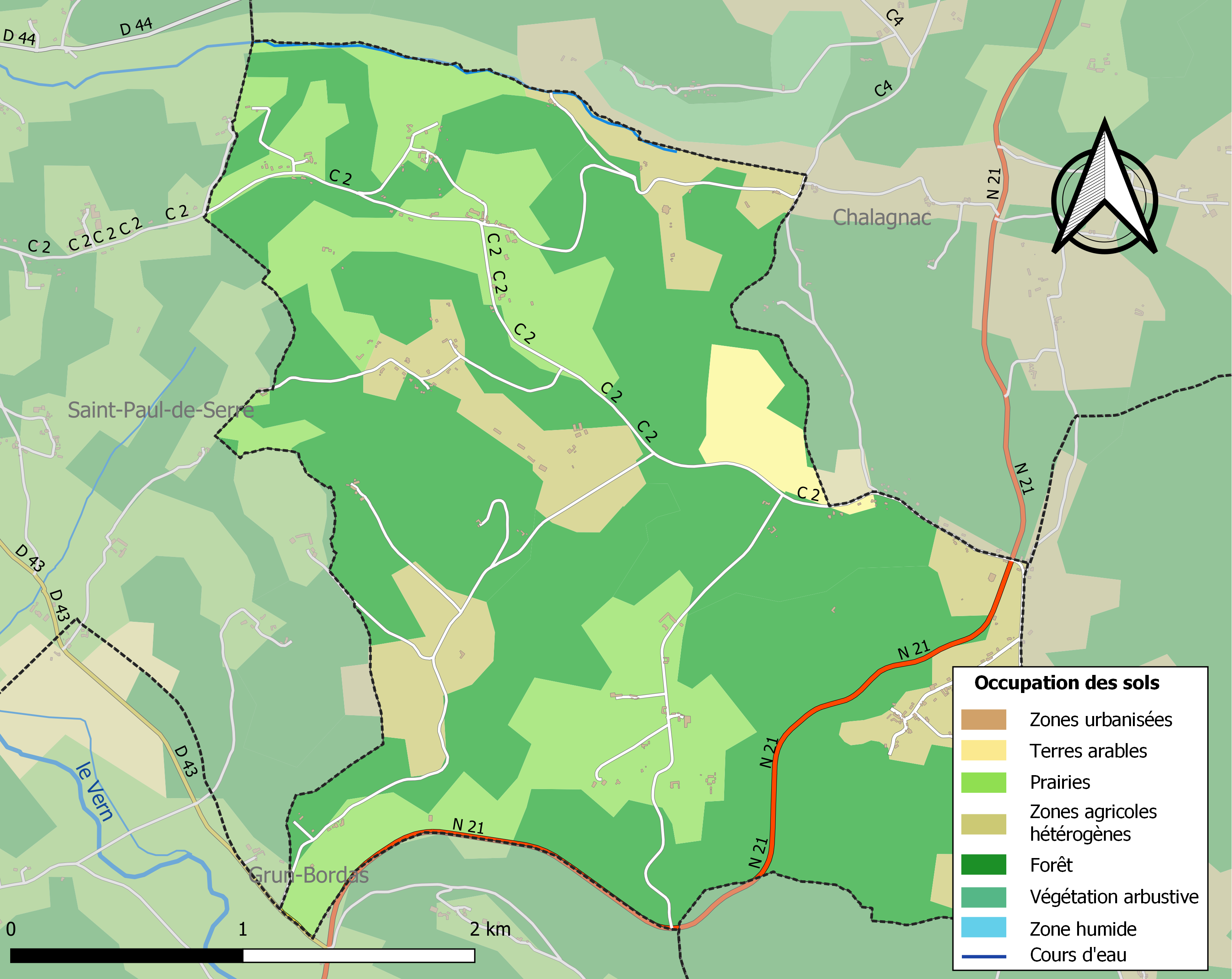
Carte des infrastructures et de l'occupation des sols de la commune en 2018 (CLC).

### Villages, hameaux et lieux-dits
Outre le bourg de Creyssensac proprement dit, le territoire se compose d'autres villages ou hameaux, ainsi que de lieux-dits :
- Barofy
- Bitarelles
- le Champillou
- le Chatenet
- la Combe
- Fauchérias
- la Fontaine du Roc
- la Géraudie
- les Graves
- la Grenouille
- la Juvénie
- les Landes
- la Landière
- Maison Neuve
- la Maletie
- Nègrefon
- les Paquey
- le Petit Moulin
- Pissot
- les Plantes
- Pommier
- les Quatre Routes
- la Rancie
- Verneuil.

### Prévention des risques
Le territoire de la commune de Creyssensac-et-Pissot est vulnérable à différents aléas naturels : météorologiques (tempête, orage, neige, grand froid, canicule ou sécheresse), feux de forêts, mouvements de terrains et séisme (sismicité très faible). Il est également exposé à un risque technologique, le transport de matières dangereuses. Un site publié par le BRGM permet d'évaluer simplement et rapidement les risques d'un bien localisé soit par son adresse soit par le numéro de sa parcelle.

#### Risques naturels
Creyssensac-et-Pissot est exposée au risque de feu de forêt. L’arrêté préfectoral du 14 mars 2013 fixe les conditions de pratique des incinérations et de brûlage dans un objectif de réduire le risque de départs d’incendie. À ce titre, des périodes sont déterminées : interdiction totale du 15 février au 15 mai et du 15 juin au 15 octobre, utilisation réglementée du 16 mai au 14 juin et du 16 octobre au 14 février. En septembre 2020, un plan inter-départemental de protection des forêts contre les incendies (PidPFCI) a été adopté pour la période 2019-2029,.

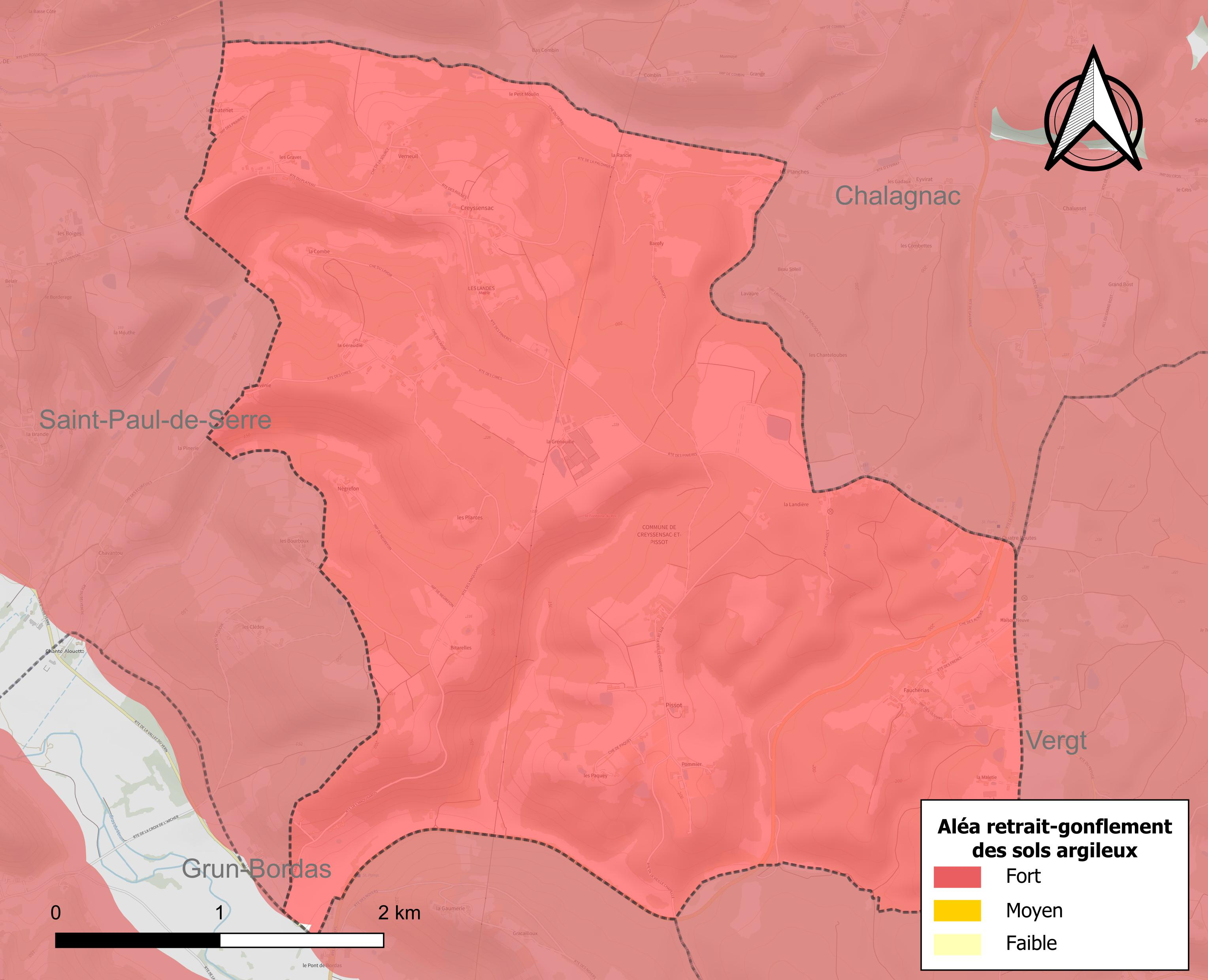
Carte des zones d'aléa retrait-gonflement des sols argileux de Creyssensac-et-Pissot.

Les mouvements de terrains susceptibles de se produire sur la commune sont des tassements différentiels. Le retrait-gonflement des sols argileux est susceptible d'engendrer des dommages importants aux bâtiments en cas d’alternance de périodes de sécheresse et de pluie. La totalité de la commune est en aléa moyen ou fort (58,6 % au niveau départemental et 48,5 % au niveau national métropolitain). Depuis le 1er octobre 2020, en application de la loi ÉLAN, différentes contraintes s'imposent aux vendeurs, maîtres d'ouvrages ou constructeurs de biens situés dans une zone classée en aléa moyen ou fort,.
La commune a été reconnue en état de catastrophe naturelle au titre des dommages causés par les inondations et coulées de boue survenues en 1982, 1983, 1988 et 1999, par la sécheresse en 1989, 1992, 1997, 2005 et 2011 et par des mouvements de terrain en 1999.

## Toponymie
En occitan, la commune porte le nom Creissençac e Pissòt.

## Histoire
En 1820, les anciennes communes de « Creyssensac » et de « Pissot » fusionnent sous le nom de « Creyssensac-et-Pissot ».

## Politique et administration

### Rattachements administratifs et électoraux
Dès 1790, la commune de Creyssensac-et-Pissot a été rattachée au canton de Vergt qui dépendait du district de Perigueux jusqu'en 1795, date de suppression des districts. En 1801, le canton, qui prend un temps le nom de canton de Saint-Jean-de-Vergt, est rattaché à l'arrondissement de Périgueux.
Dans le cadre de la réforme de 2014 définie par le décret du 21 février 2014, ce canton disparaît aux élections départementales de mars 2015. La commune est alors rattachée au canton du Périgord central, dont le territoire est partagé entre les arrondissements de Périgueux et de Bergerac.

### Intercommunalité
Fin 2001, Creyssensac-et-Pissot intègre dès sa création la communauté de communes du Pays vernois. Celle-ci est dissoute le 31 décembre 2013 et remplacée au 1er janvier 2014 par la communauté de communes du Pays vernois et du terroir de la truffe. Elle est elle-même dissoute le 31 décembre 2016 et ses communes sont intégrées à la communauté d'agglomération Le Grand Périgueux le 1er janvier 2017.

### Administration municipale
La population de la commune étant comprise entre 100 et 499 habitants au recensement de 2017, onze conseillers municipaux ont été élus en 2020,.

### Liste des maires
| Période                                  | Période        | Identité                | Étiquette | Qualité           |
| ---------------------------------------- | -------------- | ----------------------- | --------- | ----------------- |
| Les données manquantes sont à compléter. |                |                         |           |                   |
|                                          |                |                         |           |                   |
| (1890 ou avant)                          | décembre 1901  | Pierre Peyrouny         |           |                   |
| janvier 1902                             | 1908           | Louis Peyrouny          |           |                   |
| 1908                                     | mai 1945       | Charles Albert Playoult |           |                   |
| mai 1945                                 | septembre 1957 | Cyprien Amelin          |           |                   |
| décembre 1957                            | novembre 1961  | Camille Mazière         |           |                   |
| décembre 1961                            | septembre 1991 | Camille Denis           |           | Retraité agricole |
| octobre 1991                             | 1997           | Jean-François Le Moigne |           |                   |
| octobre 1997                             | mars 2008      | Yves Chapeyrou          |           |                   |
| mars 2008 (réélu en mai 2020)            | En cours       | Claude Denis            | SE        | Retraité agricole |

### Jumelages
Les communes du Pays vernois sont jumelées avec la ville canadienne de Saint-Jacques de Montcalm depuis 1996.

## Équipements et services publics

### Enseignement
En 2013, Creyssensac-et-Pissot, qui n'a pas d'école, est organisée en regroupement pédagogique intercommunal (RPI) avec les communes de Chalagnac, Église-Neuve-de-Vergt et Saint-Paul-de-Serre au niveau des classes de primaire. Les classes sont assurées par Chalagnac pour la maternelle, alors que celles de cours préparatoire et de cours élémentaire s'effectuent à Église-Neuve-de-Vergt, et celles de cours moyen à Saint-Paul-de-Serre.

### Justice
Dans le domaine judiciaire, Creyssensac-et-Pissot relève : 
- du tribunal judiciaire, du tribunal pour enfants, du conseil de prud'hommes et du tribunal de commerce de Périgueux ;
- du pôle Nationalité du tribunal judiciaire de Périgueux (compétent uniquement dans le domaine de la nationalité) ;
- de la cour d'appel, du tribunal administratif et de la  cour administrative d'appel de Bordeaux.

## Population et société

### Démographie

#### Démographie de Pissot
Jusqu'en 1820, les communes de Creyssensac et de Pissot étaient indépendantes.
| 1793 | 1800 | 1806 |
| ---- | ---- | ---- |
| -    | 144  | 178  |

#### Démographie de Creyssensac, puis de Creyssensac-et-Pissot
L'évolution du nombre d'habitants est connue à travers les recensements de la population effectués dans la commune depuis 1793. Pour les communes de moins de 10 000 habitants, une enquête de recensement portant sur toute la population est réalisée tous les cinq ans, les populations de référence des années intermédiaires étant quant à elles estimées par interpolation ou extrapolation. Pour la commune, le premier recensement exhaustif entrant dans le cadre du nouveau dispositif a été réalisé en 2007.

En 2022, la commune comptait 266 habitants, en évolution de +2,7 % par rapport à 2016 (Dordogne : +0,37 %, France hors Mayotte : +2,11 %).
| 1793 | 1800 | 1806 | 1821 | 1831 | 1836 | 1841 | 1846 | 1851 |
| ---- | ---- | ---- | ---- | ---- | ---- | ---- | ---- | ---- |
| 210  | 212  | 457  | 385  | 405  | 404  | 409  | 440  | 378  |

| 1856 | 1861 | 1866 | 1872 | 1876 | 1881 | 1886 | 1891 | 1896 |
| ---- | ---- | ---- | ---- | ---- | ---- | ---- | ---- | ---- |
| 372  | 345  | 348  | 329  | 359  | 351  | 340  | 320  | 264  |

| 1901 | 1906 | 1911 | 1921 | 1926 | 1931 | 1936 | 1946 | 1954 |
| ---- | ---- | ---- | ---- | ---- | ---- | ---- | ---- | ---- |
| 257  | 237  | 264  | 223  | 230  | 206  | 208  | 183  | 160  |

| 1962 | 1968 | 1975 | 1982 | 1990 | 1999 | 2006 | 2007 | 2012 |
| ---- | ---- | ---- | ---- | ---- | ---- | ---- | ---- | ---- |
| 155  | 138  | 128  | 126  | 178  | 201  | 212  | 214  | 251  |

| 2017 | 2022 | - | - | - | - | - | - | - |
| ---- | ---- | - | - | - | - | - | - | - |
| 262  | 266  | - | - | - | - | - | - | - |

## Économie

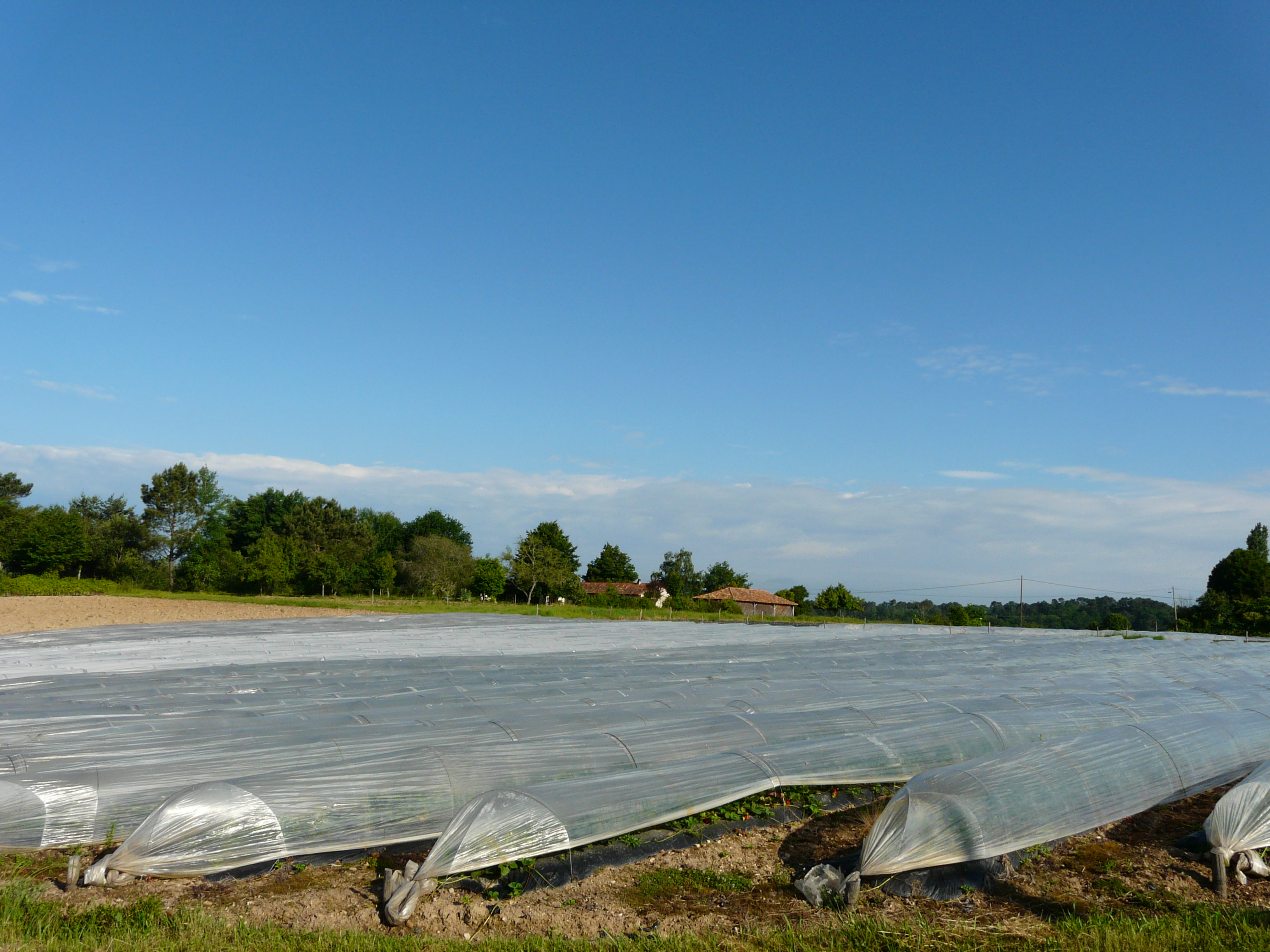
Fraisiculture à Pissot.

### Emploi
En 2015, parmi la population communale comprise entre 15 et 64 ans, les actifs représentent 133 personnes, soit 52,0 % de la population municipale. Le nombre de chômeurs (douze) a augmenté par rapport à 2010 (dix) et le taux de chômage de cette population active s'établit à 8,8 %.

### Établissements
Au 31 décembre 2015, la commune compte vingt établissements, dont huit dans l'agriculture, la sylviculture ou la pêche, cinq au niveau des commerces, transports ou services, trois dans la construction, trois relatifs au secteur administratif, à l'enseignement, à la santé ou à l'action sociale, et un dans l'industrie.

## Culture locale et patrimoine

### Lieux et monuments
- Église Saint-Pardoux de Creyssensac
- Église Saint-Cloud de Pissot[61].
- Château de Creyssensac, du XIXe siècle[62].
- Chartreuse de la Grèze[63]

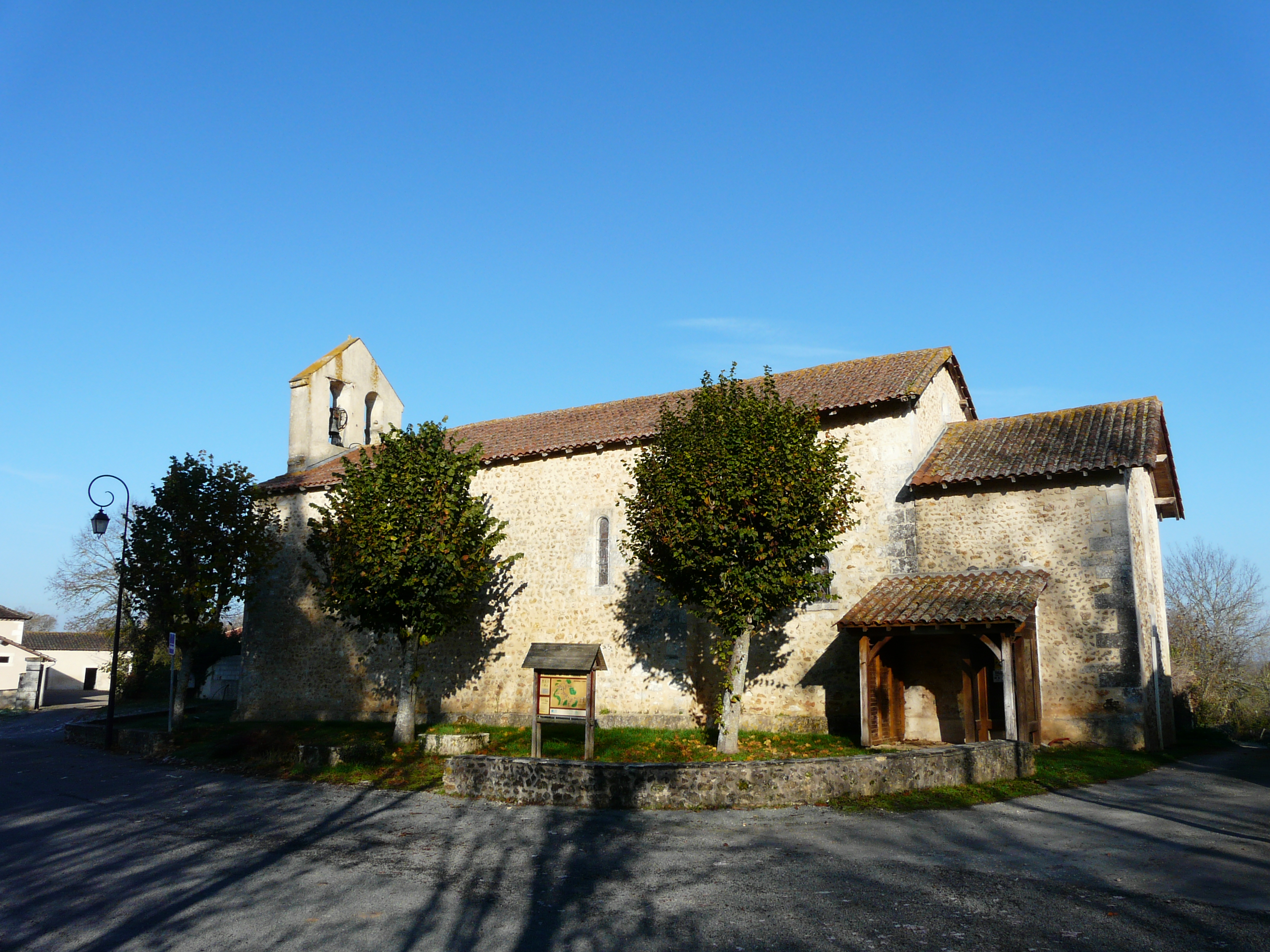
L'église Saint-Pardoux de Creyssensac.
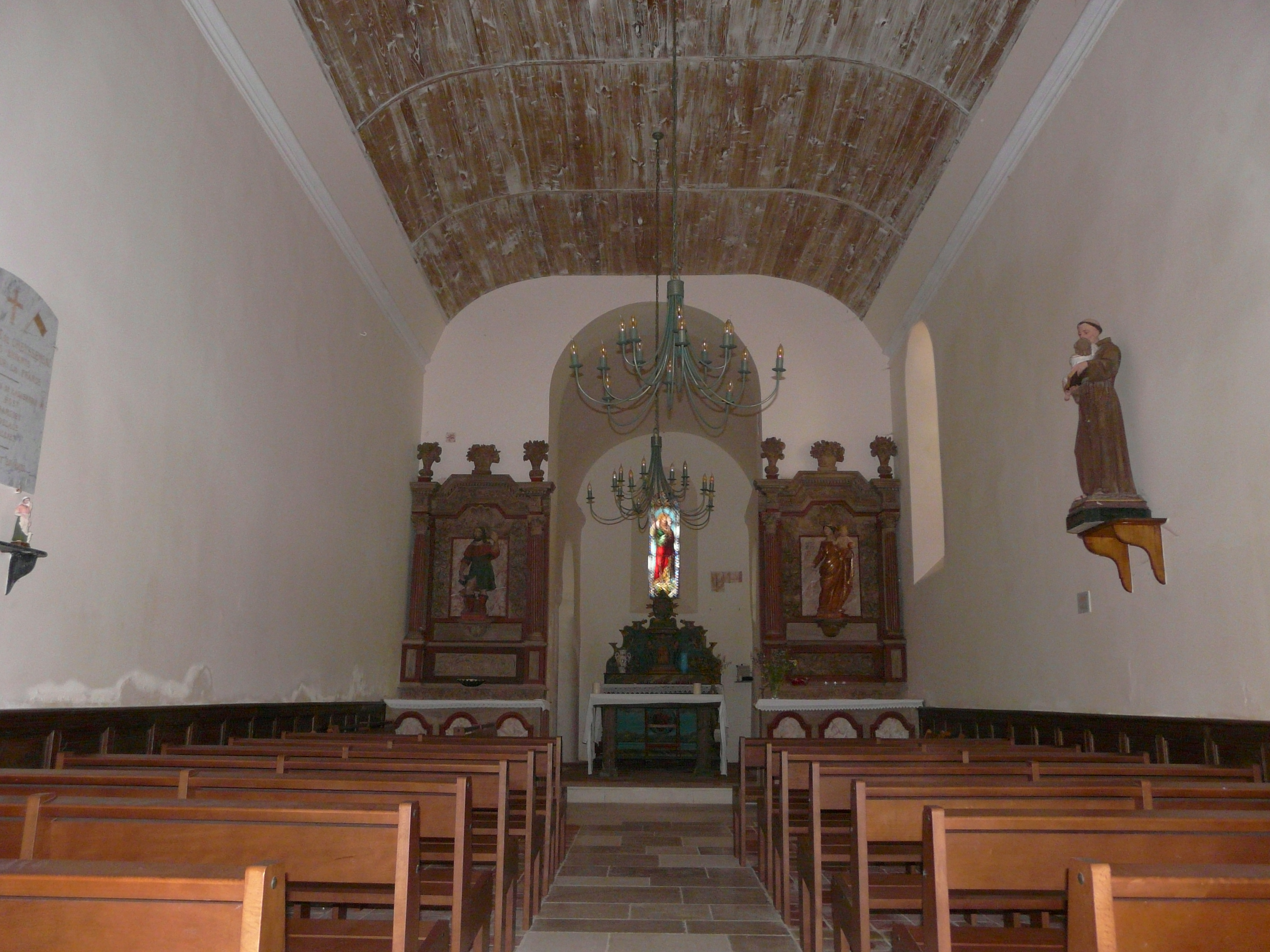
La nef de Saint-Pardoux.
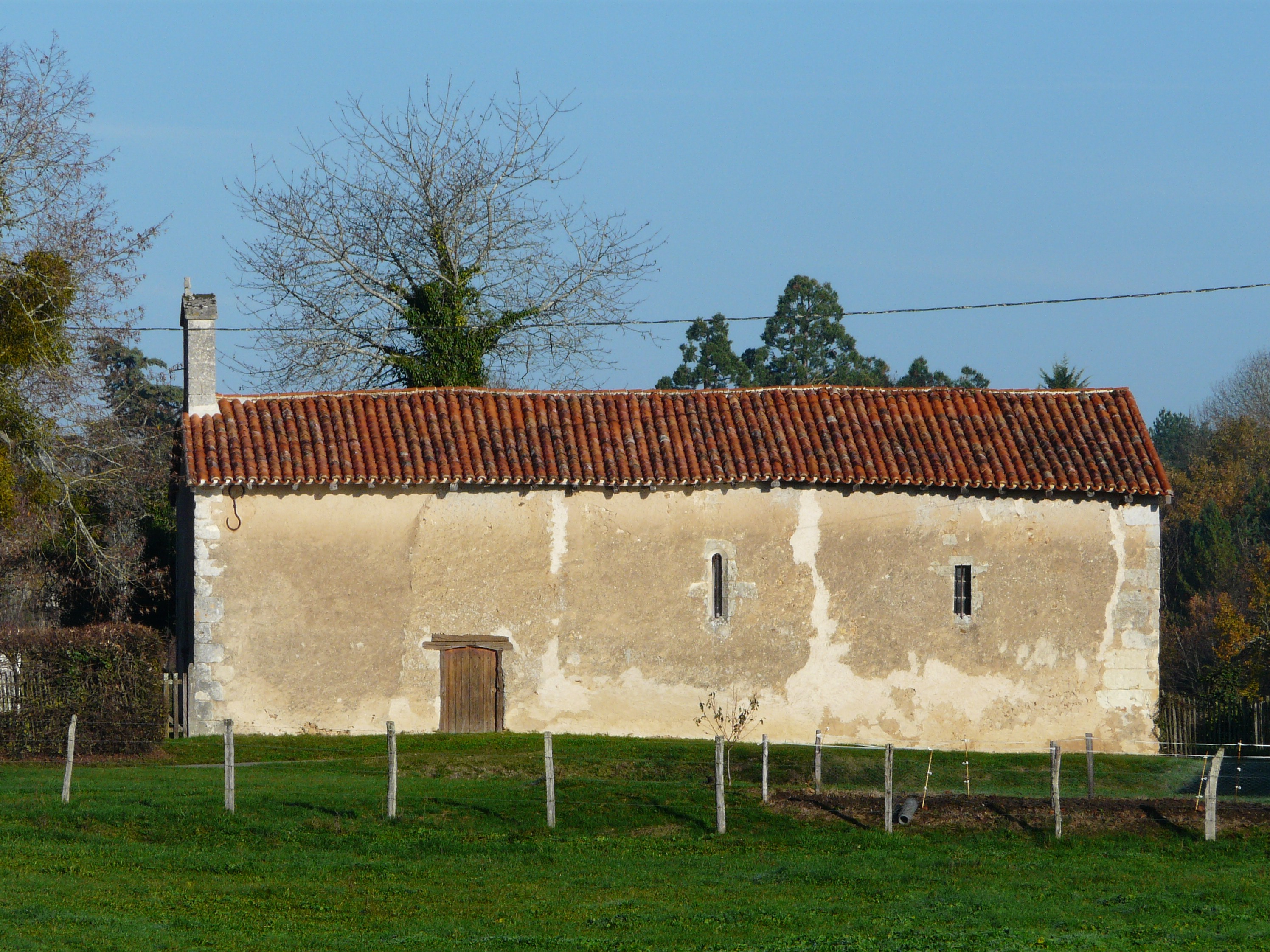
L'église Saint-Cloud de Pissot.
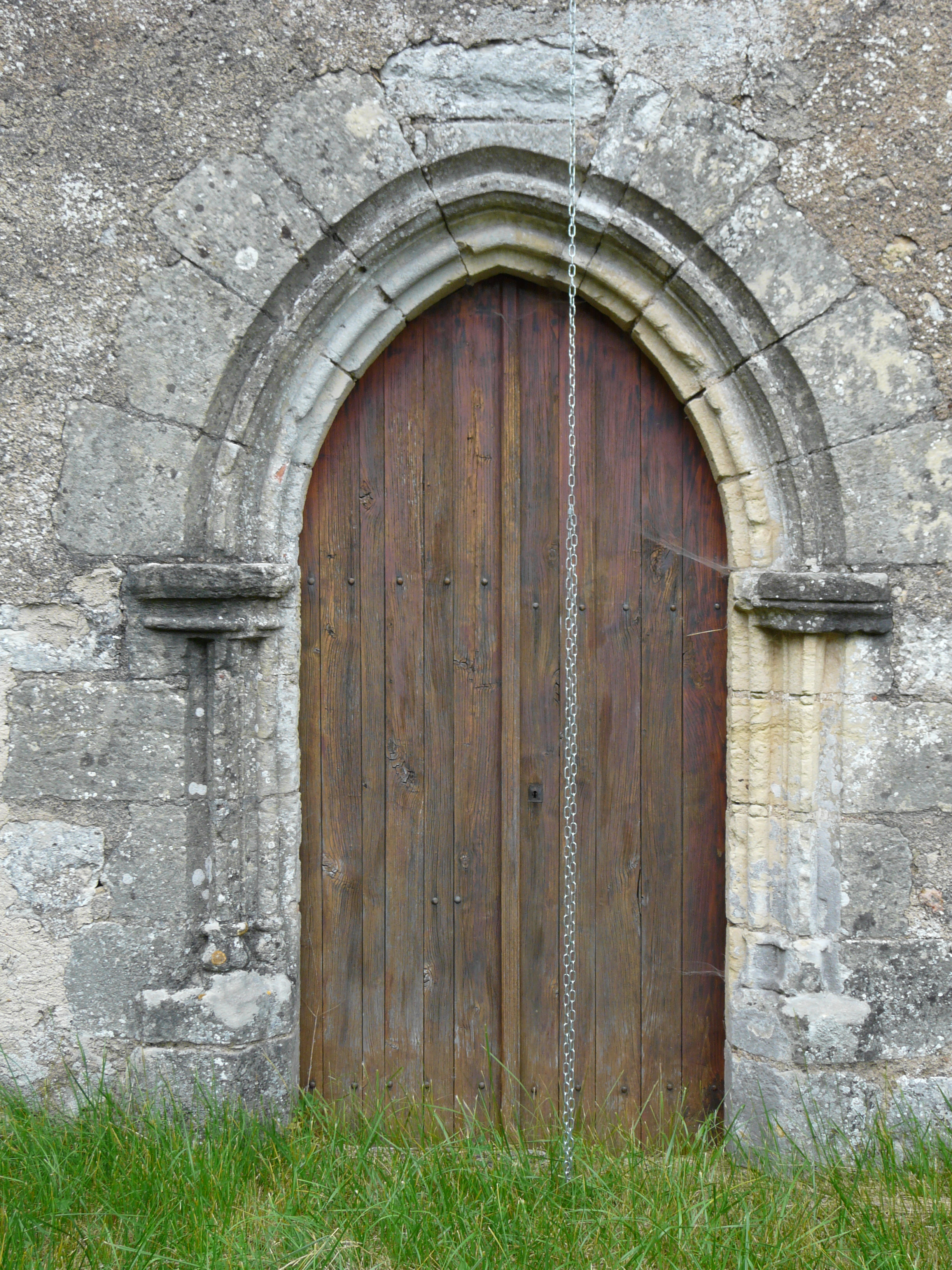
Le portail de l'église de Pissot.
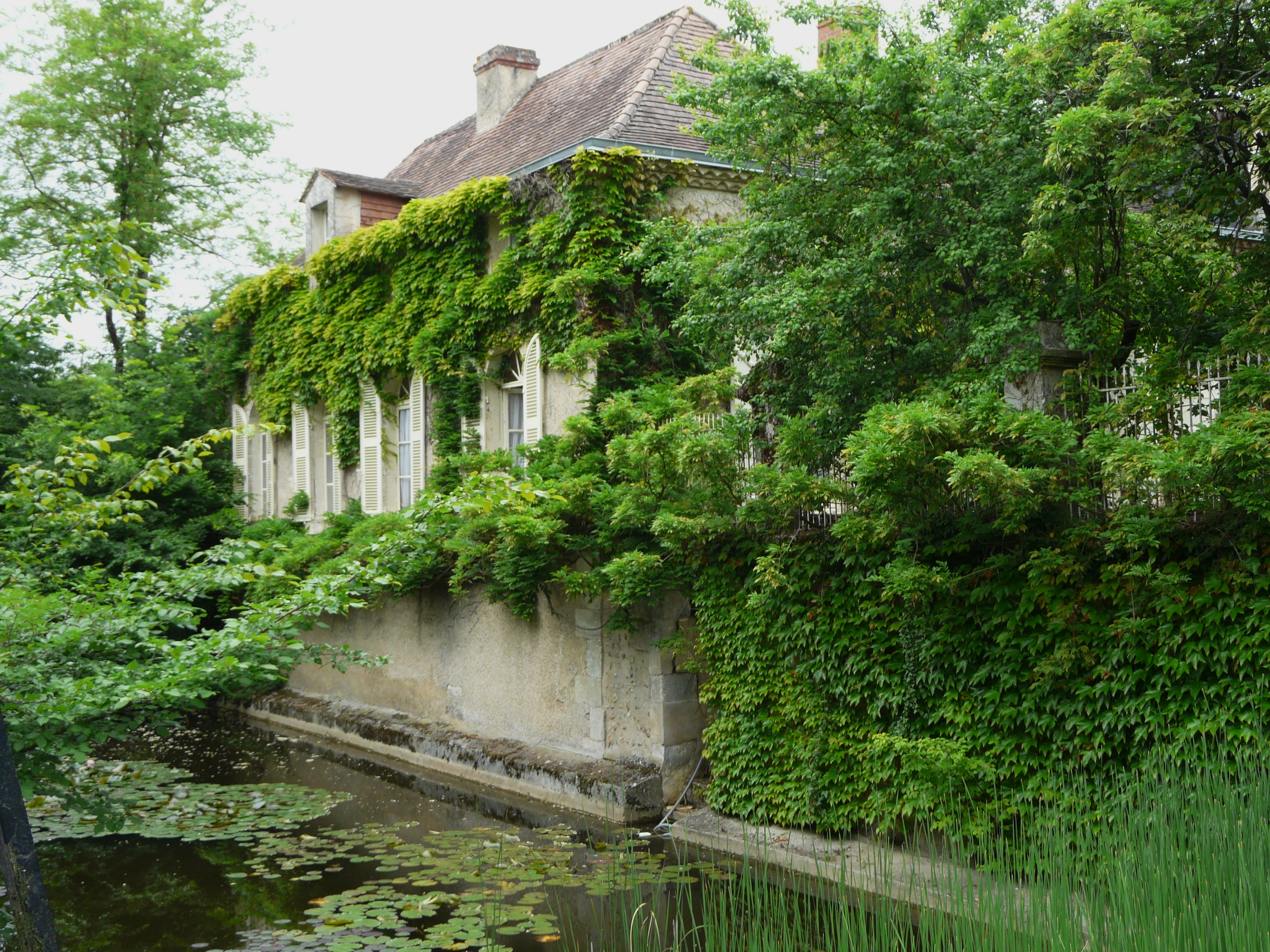
La chartreuse de la Grèze.

### Personnalités liées à la commune
- Valentin Huot (1929-2017), coureur cycliste né sur la commune, champion de France sur route en 1957 et 1958.

## Pour approfondir